# Động mạch chậu trong
Động mạch chậu trong (trước đây được gọi là động mạch hạ vị) là động mạch chính của xương chậu.

## Cấu trúc
Động mạch chậu trong cung cấp máu cho thành và nội tạng của khung chậu, mông, cơ quan sinh sản và khoang giữa của đùi. Các nhánh có túi của động mạch chậu trong cung cấp máu cho bàng quang.
Đây là một mạch máu ngắn, dày, nhỏ hơn động mạch chậu ngoài và dài khoảng 3 đến 4 cm.

### Phát triển
Động mạch chậu trong bắt nguồn từ chỗ phân nhánh của động mạch chậu chung, đối diện với khớp thắt lưng cùng, và đi xuống bờ trên của hốc thần kinh tọa lớn, chia thành hai thân lớn, một thân trước và một thân sau.
Động mạch chậu trong nằm sau niệu quản, phía trước tĩnh mạch chậu trong, thân thắt lưng cùng và cơ hình lê. Khi được hình thành, nó nằm phía trên dây thần kinh bịt, ở giữa tĩnh mạch chậu ngoài và cơ thắt lưng chính.

### Phân nhánh
Sự sắp xếp các nhánh của động mạch chậu trong có thể thay đổi. Thông thường, động mạch chia thành một nhánh trước và một nhánh sau, với nhánh sau phân ra các động mạch mông trên, xương chậu và động mạch cùng bên. Phần còn lại thường phát sinh từ bộ phận trước. Bởi vì nó có thể thay đổi nên một động mạch có thể không phải là một nhánh trực tiếp, mà thay vào đó có thể phát sinh từ một nhánh trực tiếp.
Sau đây là các nhánh của động mạch chậu trong:
| Phần  | Loại       | Chi nhánh                                                              | Chi nhánh phụ | Cung cấp cho                                     |
| Trước | Bàng quang | Động mạch bàng quang trên (thường là từ động mạch rốn)                 | Đôi khi có nang ở giữa | bàng quang tiết niệu trên và niệu quản           |
| Trước | Bàng quang | Động mạch rốn                                                          | Động mạch ống dẫn tinh (nam) và Động mạch bàng quang trên (thông thường, nhưng đôi khi nó phân nhánh trực tiếp từ thân trước) | dây chằng rốn trung gian                         |
| Trước | Bàng quang | Động mạch bàng quang dưới (nam)                                        | - | bàng quang tiết niệu dưới và niệu quản           |
| Trước | nội tạng   | Động mạch trực tràng giữa                                              | - | trực tràng dưới                                  |
| Trước | nội tạng   | Động mạch âm đạo (nữ); tương đương với động mạch bàng quang dưới (nam) | - | âm đạo                                           |
| Trước | nội tạng   | Động mạch tử cung (nữ); tương đương động mạch ống dẫn tinh (nam)       | nhánh âm đạo | tử cung và cổ tử cung                            |
| Trước | bên        | Động mạch bịt (đôi khi xuất phát từ động mạch thượng vị dưới)          | - | kênh bịt                                         |
| Trước | bên        | Động mạch phổi trong                                                   | nhiều nhánh | hốc hông lớn và hốc hông nhỏ đến đáy chậu        |
| Trước | bên        | Động mạch mông dưới                                                    | - | hốc hông lớn (kém hơn cơ hình lê) và cơ mông lớn |
| Sau   | bên        | Động mạch chậu thắt lưng                                               | nhánh thắt lưng và chậu | cơ psoas lớn, cơ thắt lưng quadratus, cơ chậu    |
| Sau   | bên        | Động mạch cùng bên                                                     | nhánh trên và nhánh dưới | hốc xương cùng trước                             |
| Sau   | bên        | Động mạch mông trên                                                    | - | cơ mông lớn                                      |

### Kết nối

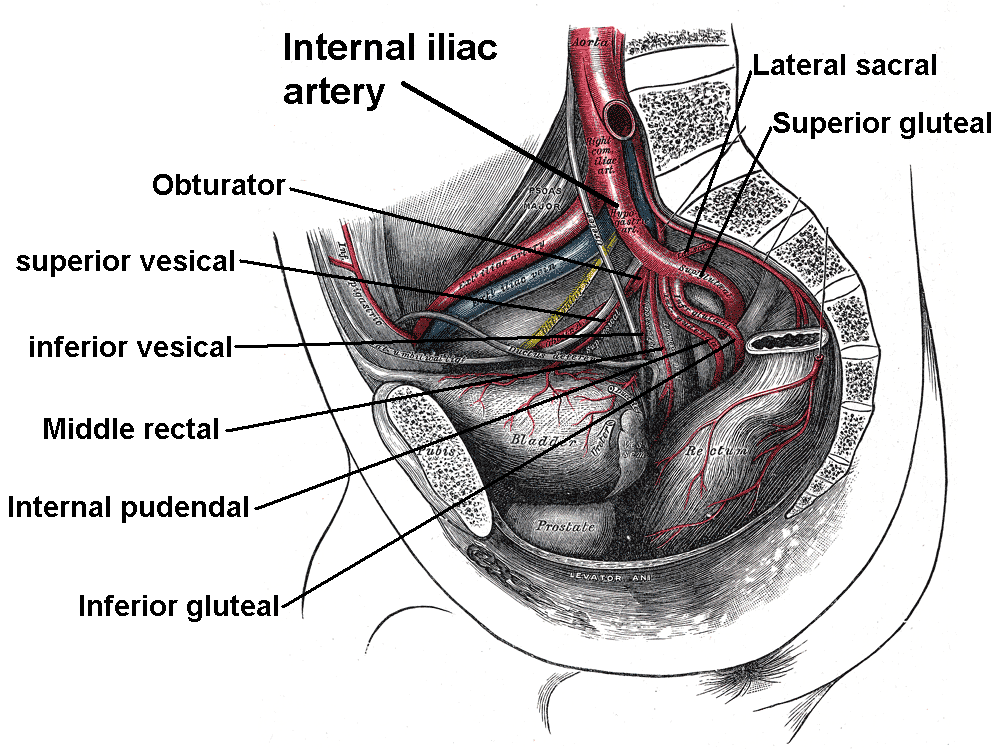
Động mạch chậu trong bên phải và các nhánh, ngoại trừ động mạch chậu thắt lưng, động mạch rốn, động mạch tử cung/Động mạch ống dẫn tinh và động mạch âm đạo/động mạch bàng quang dưới.

Ở những người được chỉ định là nữ khi sinh, động mạch buồng trứng (một nhánh của động mạch chủ bụng) và động mạch tử cung tạo thành một đường nối.

### Cấu trúc bào thai
Ở bào thai, động mạch chậu trong lớn gấp đôi động mạch chậu ngoài và là sự tiếp nối trực tiếp của động mạch chậu chung. Nó đi lên dọc theo một bên của bàng quang, chạy dọc theo mặt sau của thành bụng trước đến rốn và hội tụ về phía đối diện của nó.
Sau khi đi qua rốn, hai động mạch, bây giờ được gọi là rốn, đi vào dây rốn, nơi chúng cuộn quanh tĩnh mạch rốn và cuối cùng phân nhánh trong nhau thai.
Sau khi sinh, tuần hoàn nhau thai dừng hoạt động, chỉ còn lại phần xương chậu của động mạch rốn, tạo ra động mạch bàng quang trên của người trưởng thành; phần còn lại của mạch máu được biến đổi thành một dây xơ cứng, dây chằng rốn giữa (còn được gọi là động mạch hạ vị bị tắc nghẽn) kéo dài từ xương chậu đến rốn.

### Biến thể
Trong 2/3 số lượng lớn các trường hợp, chiều dài của xương chậu trong dao động trong khoảng 2,25 đến 3,4 cm; ở các trường hợp còn lại, nó thường dài hơn hơn là ngắn hơn, chiều dài tối đa là khoảng 7 cm và tối thiểu là khoảng 1 cm.
Độ dài của động mạch chậu chung và động mạch chậu trong tỷ lệ nghịch với nhau, động mạch chậu trong dài thì động mạch chậu chung ngắn và ngược lại.
Vị trí phân chia của động mạch chậu trong khác nhau giữa bờ trên của xương cùng và bờ trên của hốc thần kinh tọa lớn.
Các động mạch dưới dạ dày phải và trái trong một loạt trường hợp thường khác nhau về chiều dài, nhưng dường như không có động mạch nào vượt quá động mạch kia.

#### Các biến thể phân nhánh phổ biến

Ví dụ điển hình[6]

## Tuần hoàn bàng hệ
Sự lưu thông sau khi thắt động mạch chậu trong được thực hiện bởi các chỗ nối của:
- động mạch chậu thắt lưng (từ nhánh sau của động mạch chậu trong) với động mạch thắt lưng cùng (từ động mạch chủ)
- động mạch chậu thắt lưng (từ nhánh sau của động mạch chậu trong) với động mạch chậu mũ nông (từ xương đùi)
- các động mạch cùng bên (từ nhánh sau của động mạch chậu trong) với động mạch cùng giữa (từ động mạch chủ)
- động mạch mông trên (từ nhánh sau của động mạch chậu trong) với động mạch chậu mũ nông (từ xương đùi)
- động mạch mông dưới (từ nhánh trước của động mạch chậu trong) với động mạch đùi sâu (từ xương đùi)
- động mạch bịt (từ nhánh trước của động mạch chậu trong) với động mạch thượng vị dưới (từ động mạch chậu ngoài)
- động mạch bịt (từ nhánh trước của động mạch chậu trong) với động mạch đùi mũ trong (từ động mạch đùi sâu)
- động mạch trực tràng giữa (từ nhánh trước của động mạch chậu trong) và động mạch trực tràng trên (một nhánh của động mạch mạc treo tràng dưới)
- động mạch tử cung (từ nhánh trước của động mạch chậu trong) và động mạch buồng trứng (từ động mạch chủ)

## Hình ảnh tham khảo

Kết xuất khối CT scan của các mạch máu vùng bụng và vùng chậu.
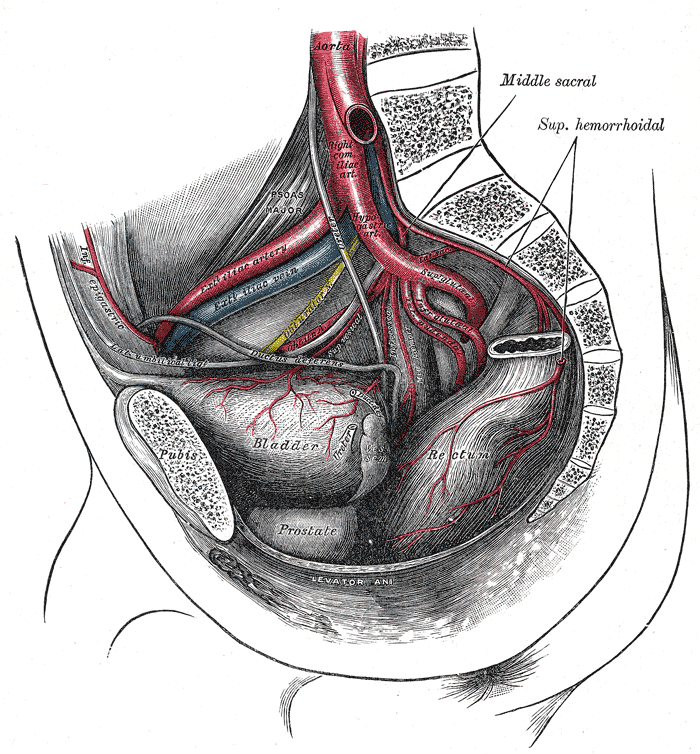
Sự phân nhánh của động mạch chủ và động mạch chậu phải - nhìn từ bên.
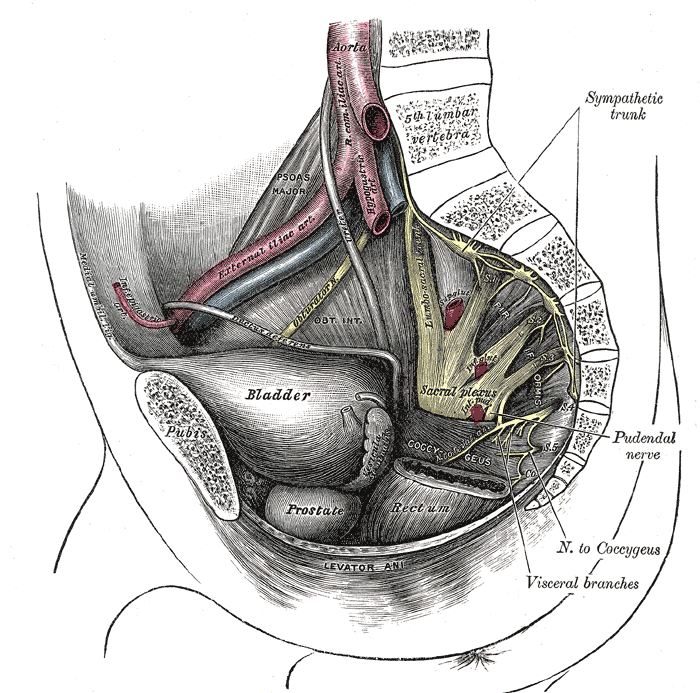
Bóc tách thành bên của khung chậu cho thấy các đám rối (mạng lưới) thần kinh cùng và thần kinh thẹn.
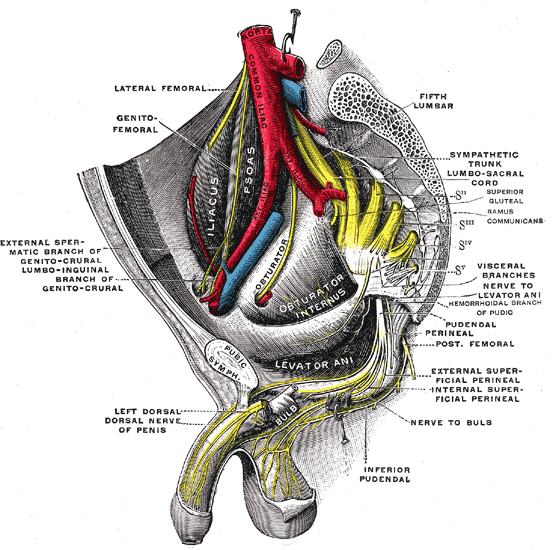
Đám rối (mạng lưới) thần kinh cùng bên phải.
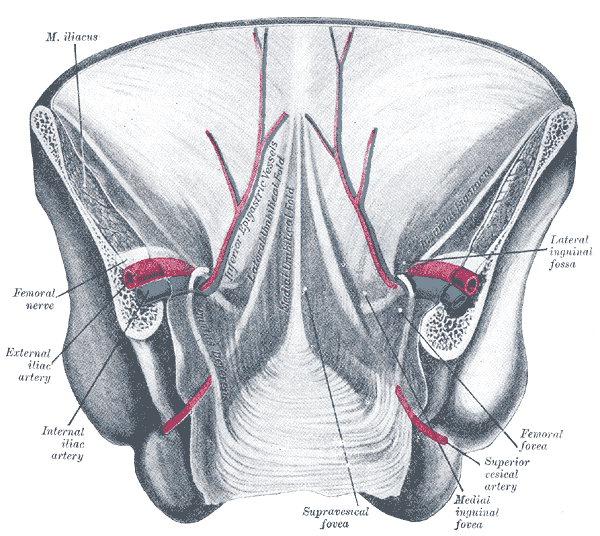
Mặt sau của thành bụng trước ở nửa dưới của nó. Phúc mạc đã ở đúng vị trí và các sợi dây khác nhau đang chiếu xuyên qua.
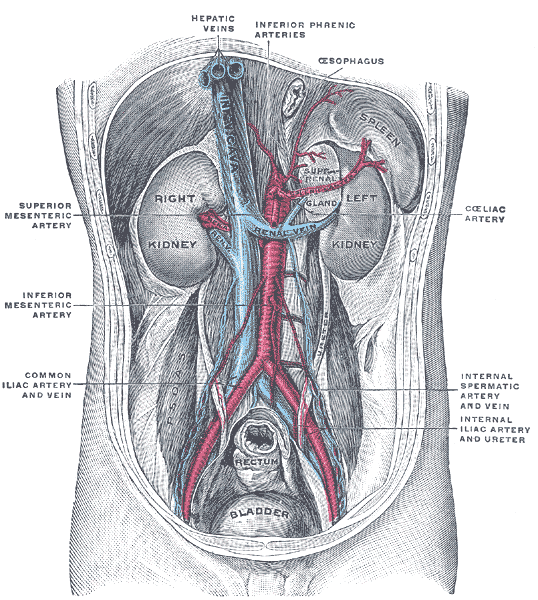
Thành bụng sau, sau khi cắt bỏ phúc mạc, cho thấy thận, nang trên thận và các mạch máu lớn.
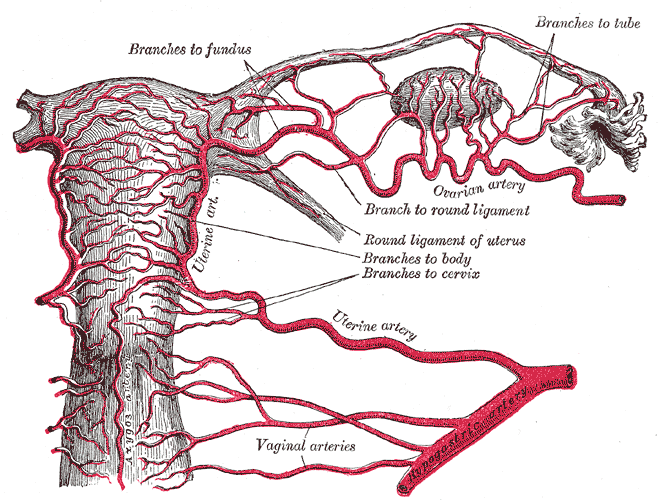
Các động mạch của các cơ quan nội tạng ở phụ nữ, nhìn từ phía sau.
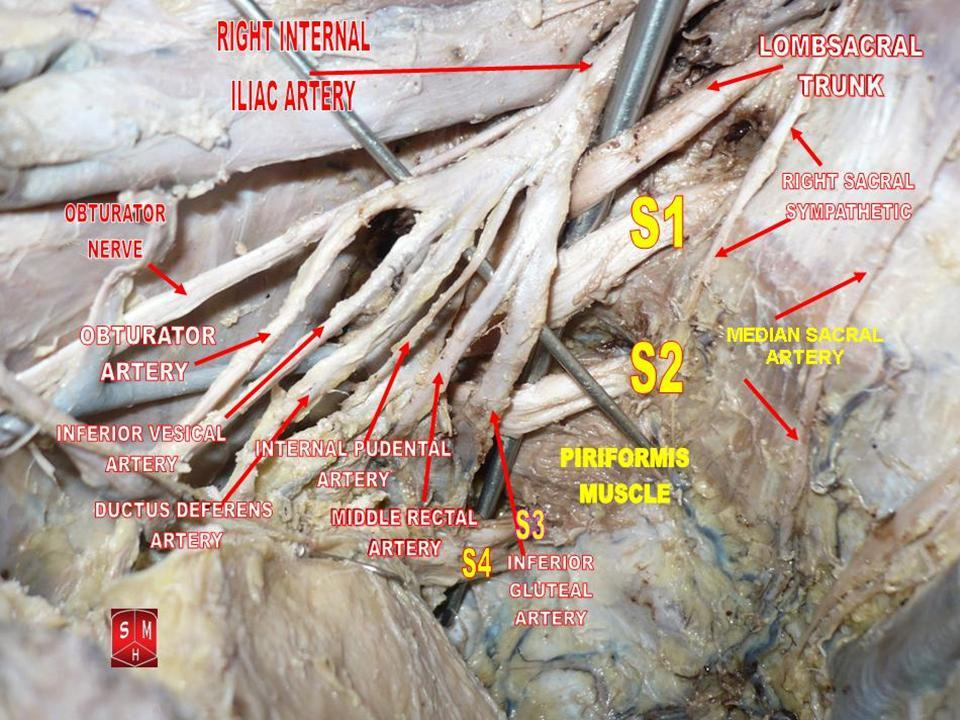
động mạch hạ vị nam
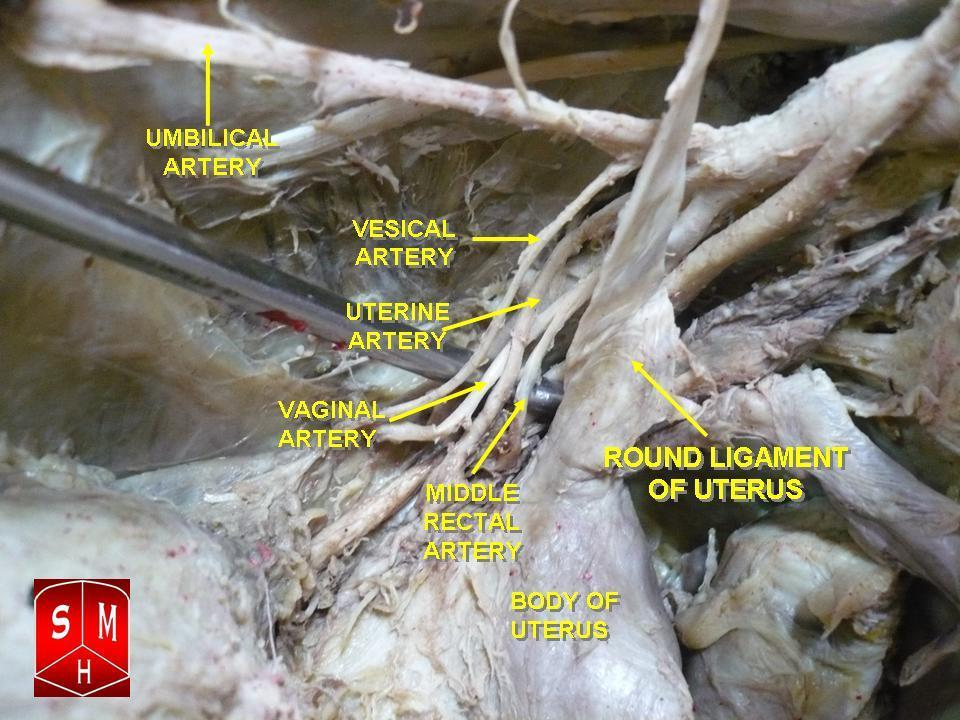
động mạch hạ vị nữ
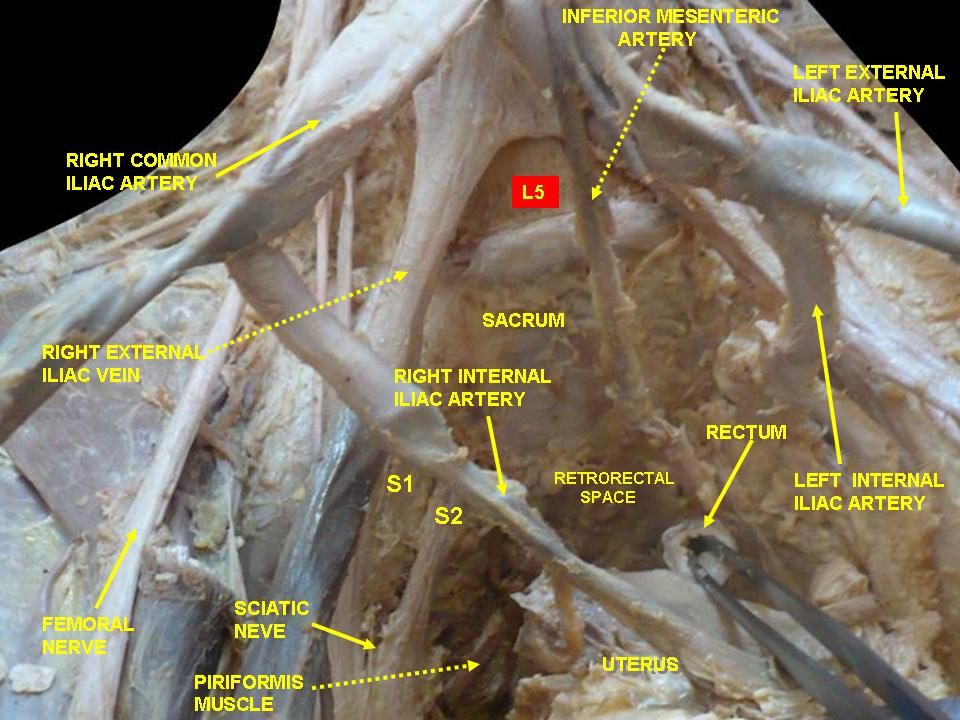
Thắt lưng và đám rối xương cùng, nhìn từ phía trước.
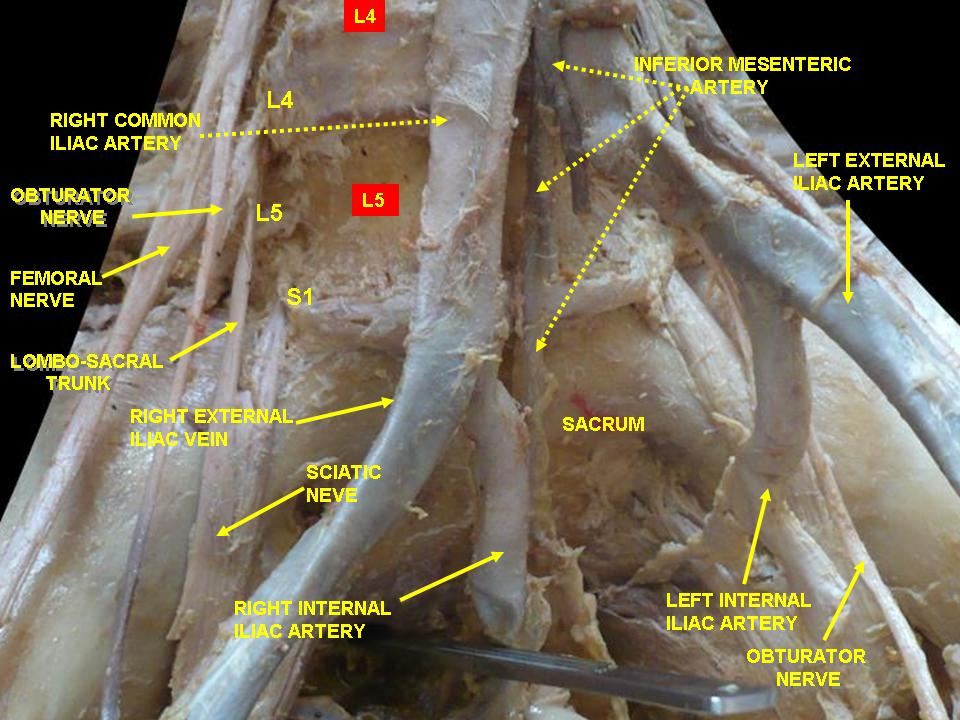
Thắt lưng và đám rối xương cùng, nhìn từ phía trước.
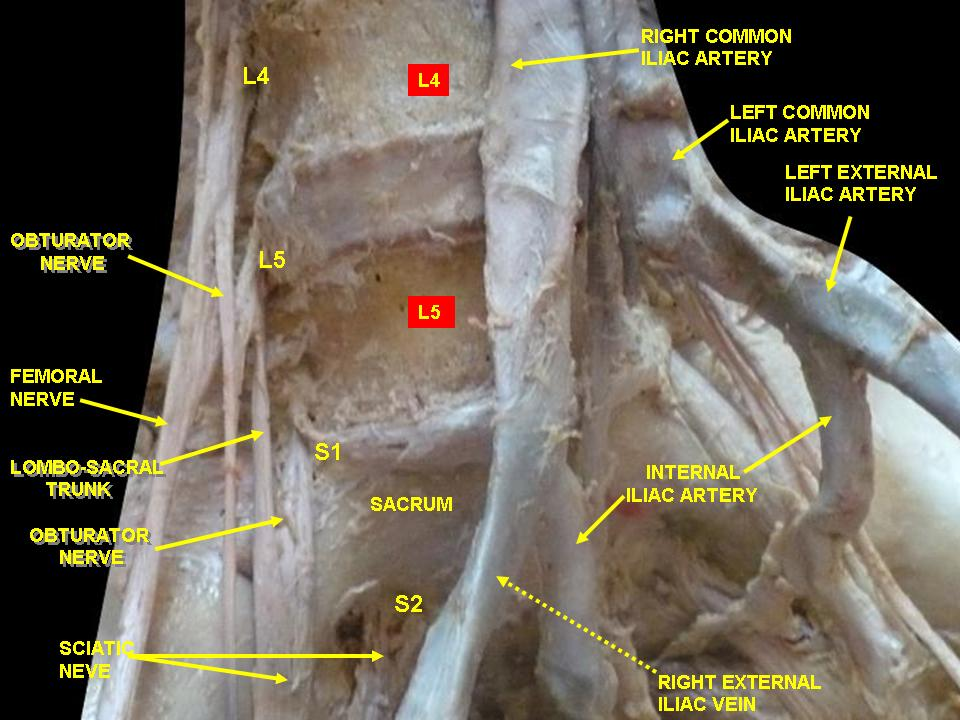
Thắt lưng và đám rối xương cùng, nhìn từ phía trước.
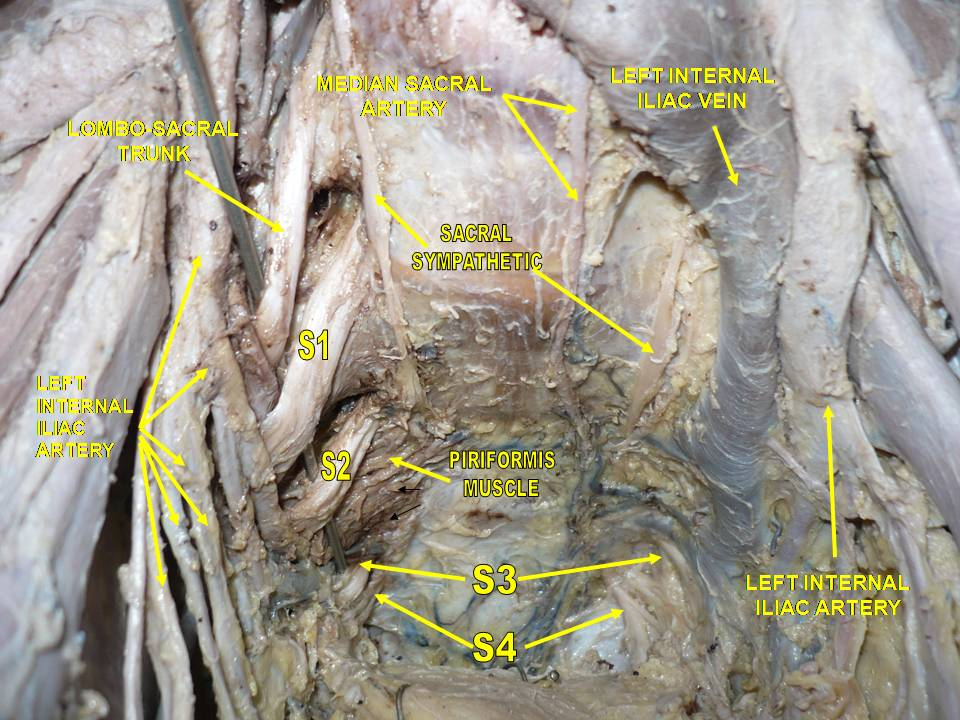
Không gian vùng chậu: nam giới.
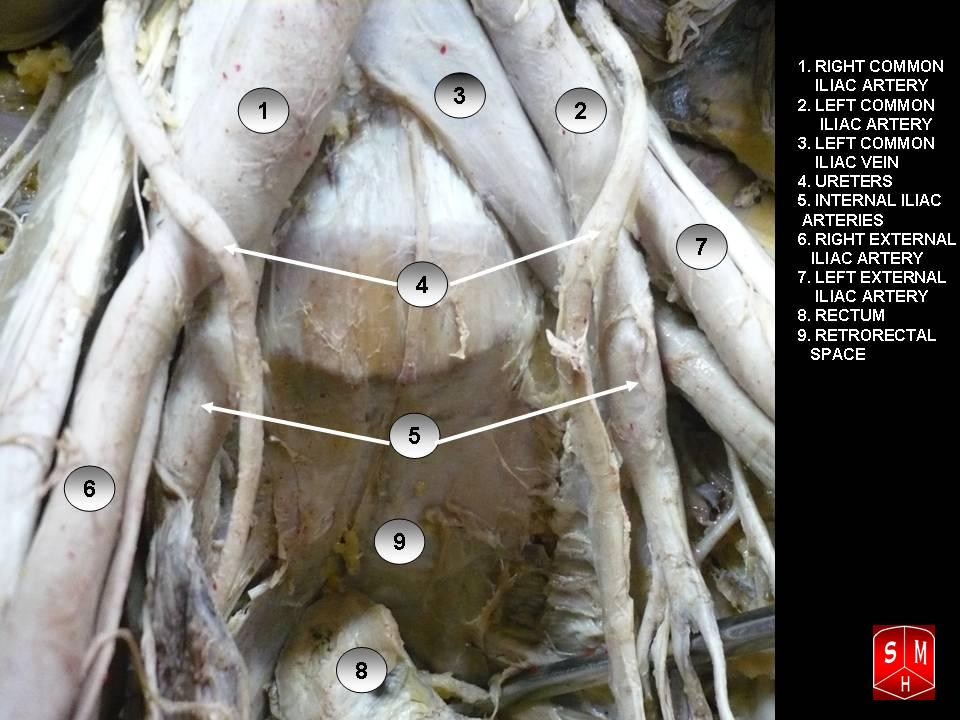
mạch hạ vị
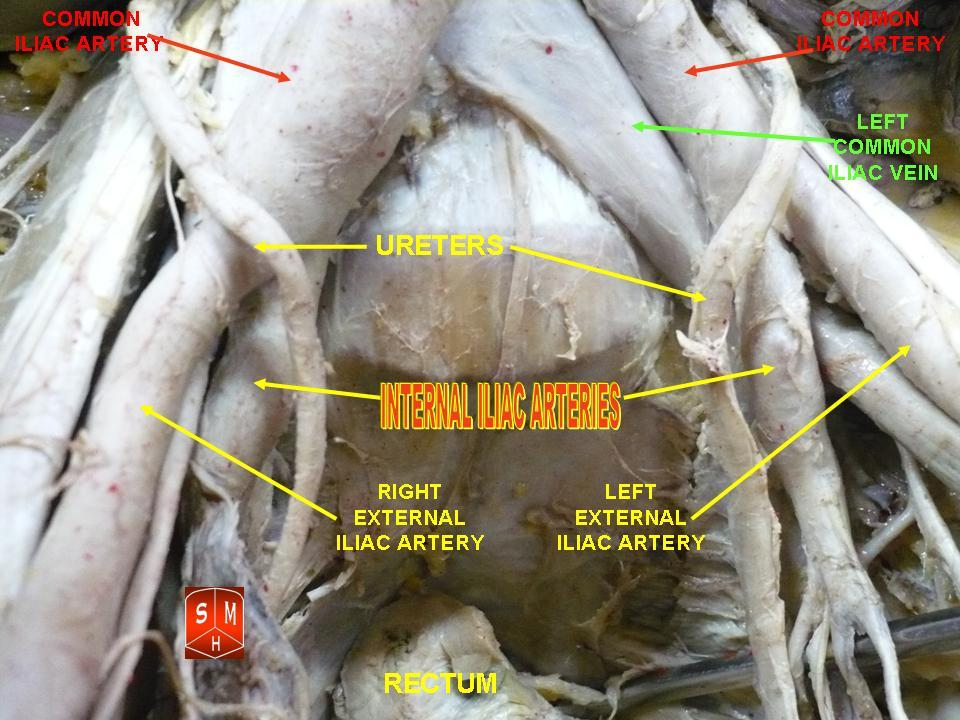
Động mạch chậu trong
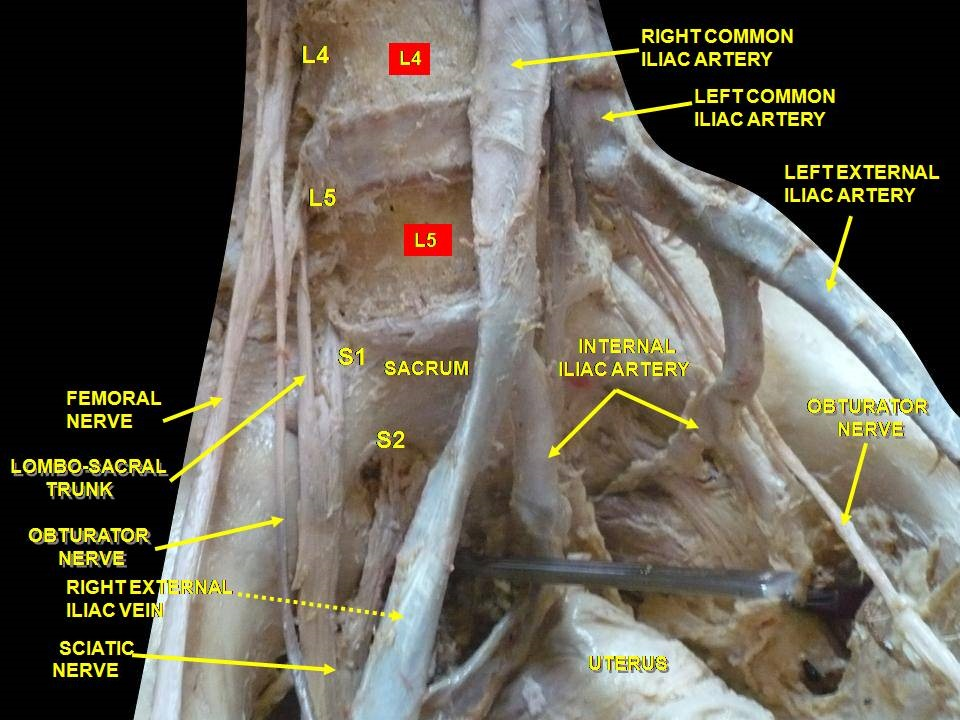
Thắt lưng và đám rối (mạng lưới) xương cùng được bóc tách sâu, nhìn từ phía trước.